# Ms. Pac-Man Maze Madness
Ms. Pac-Man Maze Madness es un videojuego de puzle laberíntico en 3D desarrollado y publicado por Namco, spin-off de la serie Pac-Man. Es el segundo videojuego protagonizado por Ms. Pac-Man. Fue lanzado para PlayStation en el año 2000 para todas las regiones y versiones para Nintendo 64 y Dreamcast fueron lanzadas exclusivamente en Norteamérica en ese mismo año. Una versión de Game Boy Advance fue lanzada en 2004 en Norteamérica y Europa.

## Trama
Professor Pac se entera de que hay fuerzas malvadas tomando el control del Castillo Encantado usando magia negra. La princesa desapareció y una bruja llamada Mesmeralda planea robar las cuatro Gemas de la Virtud (Generosidad, Verdad, Sabiduría y Coraje) para poder controlar las «cuatro maravillas», las cuales son áreas de Pac-Land. Cada una de ellas están bloqueadas por misteriosos campos de fuerza. Professor Pac inventa un dispositivo llamado el «Pactrometer» con el cual Ms. Pac-Man debe viajar a esas áreas para recuperar las gemas antes de que lo haga Mesmeralda.
Sin embargo, tras explicar sobre el dispositivo, el profesor es succionado por un espejo creado por la bruja, dejando a Ms. Pac-Man con el Pactrometer. Durante su aventura, la protagonista es ayudada mediante mensajes de video desde el Pactrometer y hologramas del profesor.
Una vez que Ms. Pac-Man obtiene las cuatro gemas, estas son robadas por Mesmeralda, quien entonces reta una batalla a la heroína. Al ser vencida, la bruja escapa dejando atrás una llave, sin la cual no puede acceder al castillo para llegar a la bola de cristal y así usar las gemas.
Ms. Pac-Man vuelve a pelear contra la antagonista y la vence, recuperando las gemas. Junto a ellas y el Pactrometer, el hechizo se rompe y Mesmeralda recupera su verdadera forma como la princesa. Finalmente, Ms. Pac-Man, Professor Pac y la princesa celebran su victoria.

## Jugabilidad
El jugador debe controlar a Ms. Pac-Man mediante una serie de laberintos. En el camino se encuentra con obstáculos como bloques movibles, cajas explosivas y puertas bloqueadas. Por los laberintos hay otros objetos útiles como trampolines, interruptores, llaves, corazones para restaurar vida y los «Power Pellets», pastillas que permiten a Ms. Pac-Man comer a cualquier enemigo del área por un tiempo limitado.
Mientras el jugador progresa, este debe encontrar puntos amarillos dispersos en cada área. Puntos faltantes pueden ser encontrados con la ayuda de un dispositivo llamado «Pac-Dot Radar» el cual puede encontrarse en el HUD. Una vez que consiga suficientes puntos, una puerta se abrirá, dando acceso a la siguiente sección del nivel. Cada fase tiene su propia cantidad de puntos, así como frutas y bretzels. El jugador gana una «estrella de oro» si obtiene cada una de ellas, así como también ganando el nivel. Un área completada puede volver a jugarse para obtener una estrella por un desafío contrarreloj. Conseguir suficientes estrellas permiten al jugador desbloquear contenido adicional como rondas de bonificación entre algunos niveles y un reproductor para ver las escenas animadas del juego.
Cada enemigo y objeto que el jugador consume le garantiza más puntos, los cuáles hacen ganar más vidas y desbloquear otras adiciones. Una vez que los dos jefes del juego sean vencidos (el Gobblin verde y Mesmeralda), el jugador recibe la «Llave de la Bruja» (Witch’s Key) que desbloquea varias secciones de fases anteriores. No obstante, el juego requiere que el jugador venza a los jefes dos veces para ver ela escena final del juego.
El juego también posee un modo multijugador que permite que hasta cuatro jugadores compitan en un área laberíntica con el personaje deseado. Los modos incluidos incluyen Dot Mania, en el que el primero en comer 80 puntos gana, Ghost Tag, donde todos los jugadores son fantasmas y deben comer 50 puntos mientras estén transformados en su personaje, y Da Bomb, donde los jugadores deben pasarse una bomba entre sí antes de que esta explote.
El juego arcade original Ms. Pac-Man también está incluido en el juego disponible desde el inicio, de la misma manera que Pac-Man World tenía incluido el juego arcade Pac-Man. Esto no fue el caso en la versión de Game Boy Advance.

## Recepción
Ms. Pac-Man Maze Madness tuvo recepción positiva. IGN expresó, con la versión de Nintendo 64, que «la jugabilidad simple de Ms. Pac-Man Maze Madness lo hace una elección ideal para chicos jóvenes», y agregó «sin embargo, la jugabilidad sólida y algunos grandes extras nos interesarán a [nosotros] los chicos mayores también». GameSpot le dio al juego una votación de 65% para la versión de PlayStation y Game Boy Advance, 68% para la de Nintendo 64 y 69% para la de Dreamcast, declarando que «mientras que Maze Madness podría ser demasiado fácil para gamers con experiencia, la multitud joven y gamers sin experiencia deberían divertirse más con este juego.
La recepción del modo multijugador fue menos positiva. Nintendo Power dijo «el modo multijugador tropieza», mientras que N64 Magazine lo describió de una manera más estricta: «Los laberintos multijugador se ven un ángulo de tres cuartos – y los visuales borrosos lo hacen casi de ver lo que hay». También compararon los juegos en equipo siendo «arruinados por el hecho de que los cazadores se mueven dos veces más rápido que los otros jugadores». Su último comentario respecto al modo multijugador fue «terrible».

## Secuela cancelada
Originalmente, hubo planes para una secuela para PlayStation 2, Xbox y GameCube bajo el nombre Ms. Pac-Man Maze Madness 2. El juego fue desarrollado por TKO Software e iba a ser lanzado en 2005, pero fue cancelado debido al mercado saturado del género.